# Newport (Wales)
 For alternative betydninger, se Newport. (Se også artikler, som begynder med Newport)
Newport (walisisk: Casnewydd) er en by med 145.700 indbyggere (2011) i det sydlige Wales, Det Forenede Kongerige. Den ligger ud til floden Usk omkring 19 km nordøst for Cardiff.
I byen ligger ruinen af Newport Castle, der sandsynligvis blev opført af Hugh de Audley, 1. jarl af Gloucester i 1300-tallet. I 1800-tallet havde byen en stor eksport af kul.
Byens museum har udstilling med lokalhistorie og kunst og ligger i forbindelse med Kingsway Shopping Centre.

## Demografi
| År   | Indbyggertal |
| ---- | ------------ |
| 1801 | 6.657        |
| 1851 | 29.238       |
| 1881 | 48.069       |
| 1901 | 79.342       |
| 1941 | 116.434      |
| 1981 | 131.016      |
| 2001 | 137.017      |
| 2011 | 147.000      |